# Baseball au Mexique
Le baseball est pratiqué au Mexique depuis la fin du XIXe siècle. La Ligue mexicaine de baseball (LMB) est la principale compétition professionnelle du pays. Elle se tient en été depuis 1925.

## Organisation

### Little Leagues
La branche mexicaine de l'organisation internationale Little League est particulièrement active dans la formation des joueurs de 6 à 18 ans. Les formations qui la représentent en Séries mondiales des Little Leagues s'illustrent depuis 1957. Cette année-là, une équipe d'un quartier défavorisé de Monterrey (Nuevo León), remporte l'épreuve en enregistrant un match parfait en finale. Le lanceur partant Angel Macias et les « pequeños gigantes » deviennent des célébrités, inspirant livres et films. Les jeunes mexicains remportent de nouveau les Séries en 1958 et 1997.
Depuis 2001, une équipe mexicaine est présente lors de chaque édition de la phase finale des Séries mondiales. Avant cette date, les jeunes mexicains devaient batailler avec leurs voisins d'Amérique centrale pour accrocher un billet pour South Williamsport. Troisièmes en 2006 et 2009 et finalistes malheureux en 2008, les formations mexicaines restent très solides.

### Compétitions nationales

#### Été

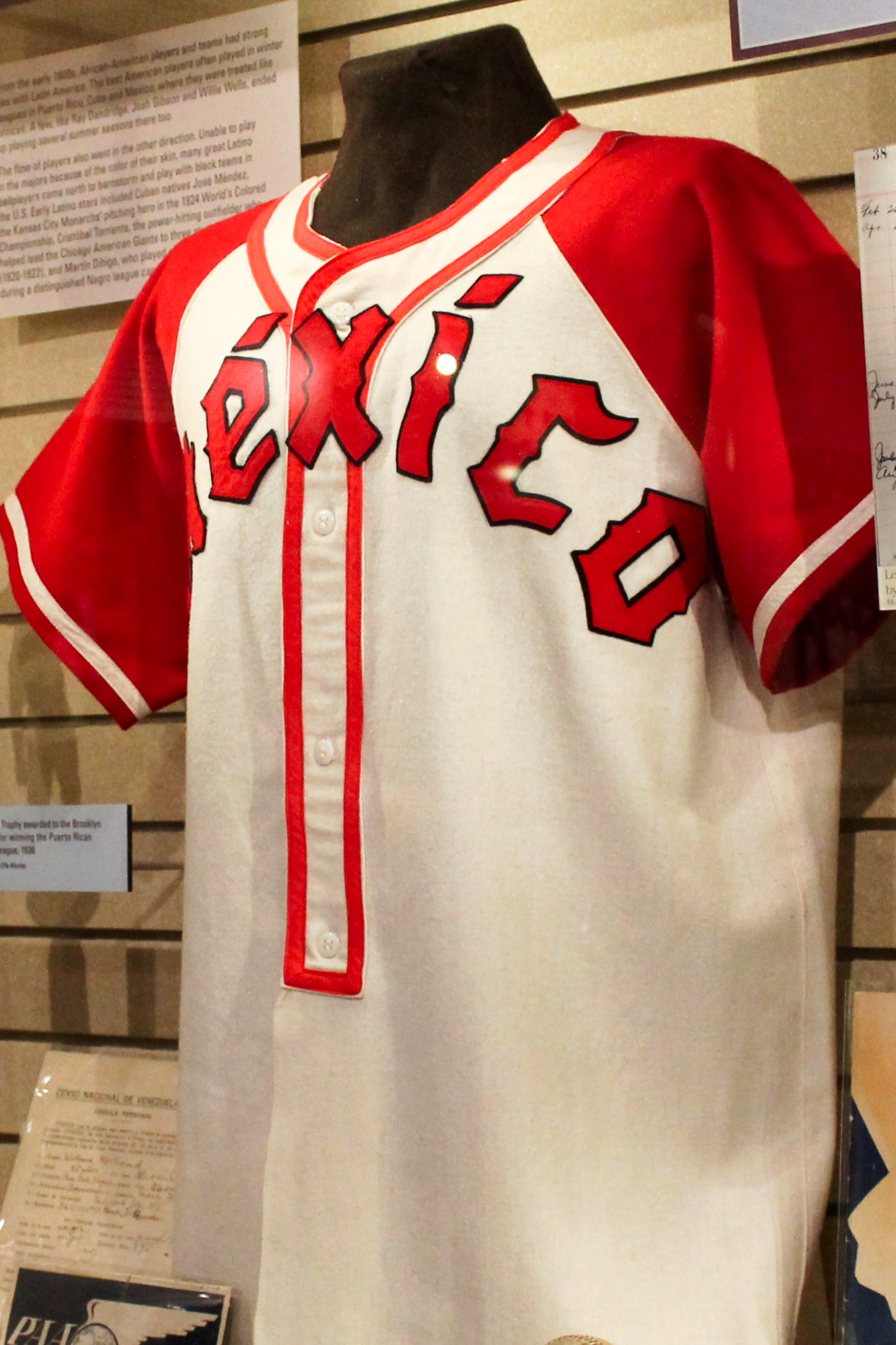
Uniforme de 1945 des Diablos Rojos del México de la Ligue mexicaine de baseball.

Le championnat de la LMB qui se tient de mars à septembre est créé en 1925 par Alejandro Aguilar Reyes, journaliste sportif à Toros y Deportes. Cinq formations s'affrontent lors de la première édition. La période qui va de 1925 à 1936 est assez mal documentée. Par convention, et pour des raisons purement pratiques, les statistiques individuelles officielles débutent en 1937.

#### Hiver
La Ligue mexicaine du Pacifique, également appelée « Ligue hivernale », est une ligue mexicaine de baseball où jouent les meilleures équipes d'hiver du pays. La compétition se déroule d’octobre à janvier.
L’équipe championne représente le Mexique dans la série des Caraïbes qui a lieu en février.

### Équipe nationale
L'équipe du Mexique de baseball représente le Mexique lors des compétitions internationales, comme le Classique mondiale de baseball, les Jeux olympiques ou la Coupe du monde de baseball notamment. Les Mexicains sont quatre fois vice-champions du monde (1943, 1944, 1961 et 1965).

## Histoire
L'introduction du baseball au Mexique à la fin du XIXe siècle prête à débats, et plusieurs sites revendiquent le titre de berceau du baseball mexicain. Trois candidats apparaissent sérieux : Guaymas (Sonora), Cadereyta Jiménez (Nuevo León) et Nuevo Laredo (Tamaulipas). Monterrey (Nuevo León) est toutefois considérée comme la ville de référence de la culture baseball au Mexique. C'est dans cette ville que se trouve le Temple de la renommée du baseball mexicain ainsi que l'Académie nationale chargée de la formation des jeunes les plus prometteurs.
Le premier championnat professionnel est organisé durant l'été 1925. Le championnat hivernal se dispute depuis la saison 1945-1946.
La rivalité entre football et baseball est significative de la position unique du Mexique, frontalier des États-Unis mais tourné culturellement vers l'Europe et l'Amérique du Sud. Si le baseball reste pour de nombreux mexicains le roi des sports (El Rey de los Deportes), le football est désormais clairement plus populaire et plus puissant économiquement. Le nord-ouest du pays, terre d'élection de la LMP, reste toutefois dominé par le baseball.

## Stades

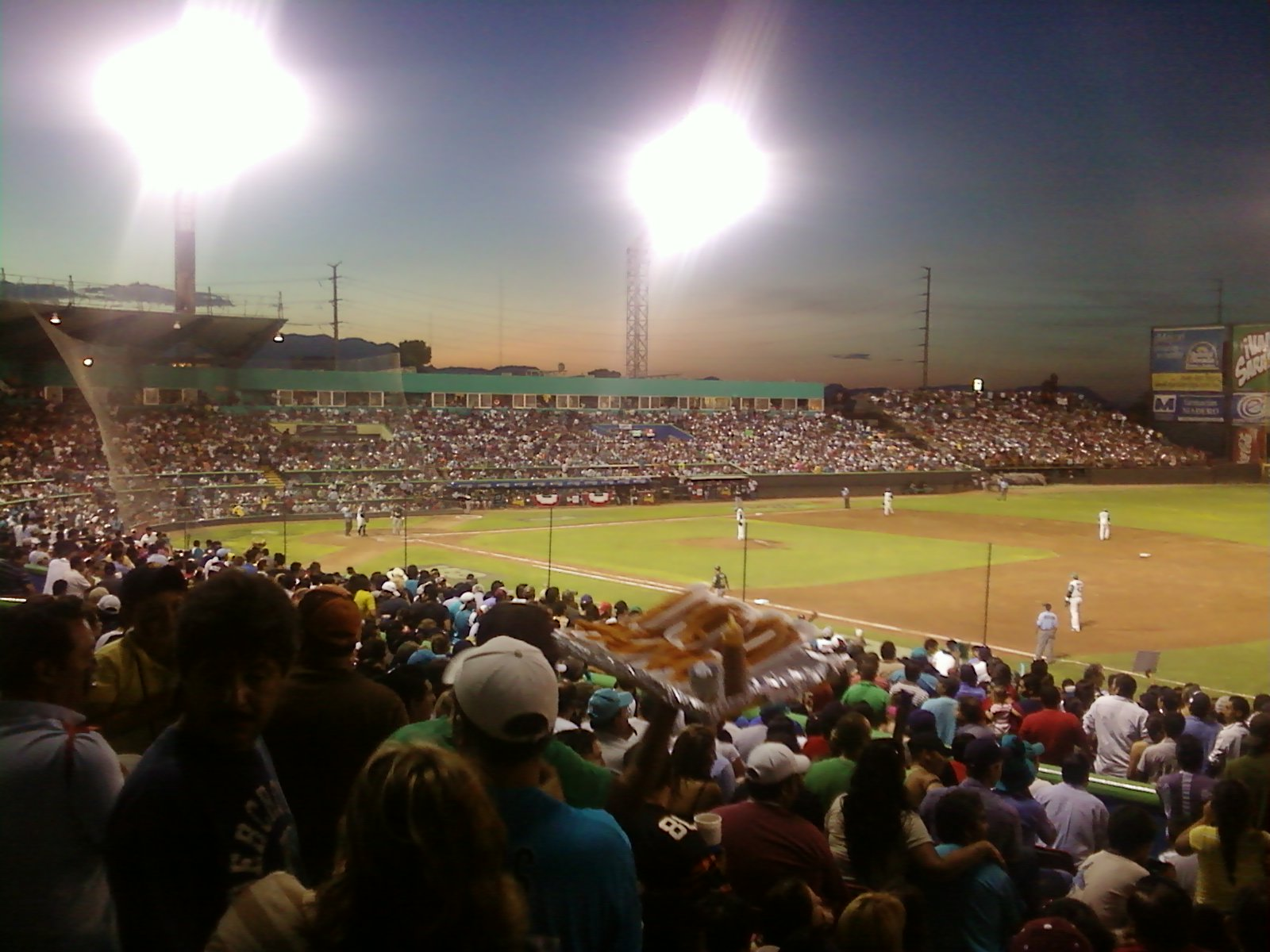
Match en 2010 au Estadio de Béisbol Francisco I. Madero, à Saltillo dans le Coahuila.

Parmi les principaux stades du pays, citons à Mexico le Foro Sol (27 940 places) et à Monterrey, l'Estadio de Beisbol Monterrey (27 000 places).

## Le baseball dans la culture mexicaine
Les « pequeños gigantes », vainqueurs des Séries mondiales de Little League, inspirent livres et films tels Los pequeños gigantes (1960)  et The Perfect Game (2009) .